# Mariska Kriek
Mariska Therese Kriek (Leiden, 1979) is een Nederlandse astronome en hoogleraar extragalactische sterrenkunde aan de Universiteit Leiden.

## Opleiding en carrière
Kriek studeerde sterrenkunde aan de Universiteit Leiden. Ze haalde in 2003 haar doctoraalexamen. 
Van 2003 tot 2007 deed ze promotieonderzoek bij Marijn Franx en Pieter van Dokkum naar de evolutie van sterrenstelsels in het jonge heelal. De titel van haar proefschrift was The many phases of massive galaxies: A near-infrared spectroscopic study of galaxies in the early universe. 
Na haar promotie vertrok Kriek naar de Verenigde Staten. Ze was van 2007 tot 2010 postdoc aan de Princeton-universiteit. In 2010 en 2011 was ze postdoc bij het Harvard-Smithsonian Center for Astrophysics. In 2012 begon ze als assistant professor aan de UC Berkeley. Daarna was ze daar associate professor en full professor. In de zomer van 2021 kwam Kriek terug naar Nederland en werd ze hoogleraar aan de Sterrewacht Leiden (Universiteit Leiden).

## Onderzoek
Kriek bestudeert hoe sterrenstelsels, inclusief onze eigen Melkweg, ontstaan. Ze onderzoekt onder andere massa's, groottes, leeftijden, geboortesnelheden, sterbewegingen en chemische samenstellingen van sterren, gas en sterrenstelsels. Ze doet daarvoor overzichtsstudies en gedetailleerde waarnemingen. Ze gebruikt onder andere gegevens van de Ruimtetelescoop Hubble, het Chandra X-ray Observatory, de Very Large Telescope en de Gemini South Telescope in Chili, het Keck-observatorium op Hawaï, en de James Webb-ruimtetelescoop.
Kriek ontdekte in 2006 dat veel grote sterrenstelsels in het jonge heelal vooral bestaan uit oude sterren. In 2009 en 2016 publiceerde ze vervolgonderzoek in Nature over hyperactieve sterrenstelselsels in het vroege heelal.

## Prijzen en onderscheidingen
- Christiaan Huygens Wetenschapsprijs 2008 voor beste proefschrift in de 'ruimtewetenschappen' van de afgelopen vier jaar.[1][12][6]